# Сезон ФК «Динамо» (Київ) 2004—2005
Сезон «Динамо» (Київ) 2004–2005 — 14-й сезон київського «Динамо» у чемпіонатах України.

## Склад команди
| № | Поз. | Нац.     | Гравець                |
| - | ---- | -------- | ---------------------- |
|   | ВР   | Україна  | Олександр Шовковський  |
|   | ВР   | Україна  | Віталій Рева           |
|   | ЗХ   | Марокко  | Бадр Ель-Каддурі       |
|   | ЗХ   | Бразилія | Алессандро             |
|   | ЗХ   | Сербія   | Горан Гавранчич        |
|   | ЗХ   | Бразилія | Родріго                |
|   | ЗХ   | Сербія   | Горан Саблич           |
|   | ЗХ   | Румунія  | Крістіан Ірімія        |
|   | ЗХ   | Україна  | Олександр Романчук     |
|   | ЗХ   | Україна  | Юрій Дмитрулін         |
|   | ЗХ   | Україна  | Андрій Несмачний       |
|   | ЗХ   | Україна  | Денис Дедечко          |
|   | ЗХ   | Україна  | Олександр Яценко       |
|   | ЗХ   | Грузія   | Олександр Амісулашвілі |
|   | ЗХ   | Бразилія | Родолфо                |
|   | ЗХ   | Україна  | Сергій Федоров         |
|   | ПЗ   | Хорватія | Єрко Леко              |
|   | ПЗ   | Україна  | Андрій Оберемко        |

| № | Поз. | Нац.       | Гравець            |
| - | ---- | ---------- | ------------------ |
|   | ПЗ   | Україна    | Андрій Гусін       |
|   | ПЗ   | Україна    | Руслан Бідненко    |
|   | ПЗ   | Україна    | Олег Гусев         |
|   | ПЗ   | Бразилія   | Діого Рінкон       |
|   | ПЗ   | Литва      | Едгарас Чеснаускіс |
|   | ПЗ   | Білорусь   | Валентин Белькевич |
|   | ПЗ   | Румунія    | Тіберіу Гіоане     |
|   | ПЗ   | Румунія    | Флорін Чернат      |
|   | ПЗ   | Нігерія    | Аїла Юссуф         |
|   | ПЗ   | Болівія    | Георгі Пеєв        |
|   | НП   | Латвія     | Маріс Верпаковскіс |
|   | НП   | Сербія     | Милош Нинкович     |
|   | НП   | Узбекистан | Максим Шацьких     |
|   | НП   | Бразилія   | Роберто Нанні      |
|   | НП   | Бразилія   | Клебер             |
|   | НП   | Україна    | Артем Мілевський   |
|   | НП   | Україна    | Олег Герасимюк     |

### Суперкубок України
| фінал 10 липня 2004 | «Динамо» (Київ) | 1 - 1 (пен. 6 - 5) | «Шахтар» (Донецьк) | Одеса                                  |  |
|                     | 21'Гусев        |                    | 76'Левандовський   | Стадіон: «Чорноморець» Глядачі: 34 000 |  |

## Чемпіонат України
| Матч № 1 15 липня 2004 | «Динамо» (Київ) | 0 - 2 | «Шахтар» (Донецьк)        | Київ                                                   |  |
|                        |                 |       | 35'Левандовський 83'Дуляй | Стадіон: «Динамо» ім. В. Лобановського Глядачі: 16,800 |  |

| Матч № 2 20 липня 2004 | Закарпаття | 1 - 2 | «Динамо» (Київ)            | Ужгород                          |  |
|                        | 28'Целих   |       | 4'Федоров 78'Роберто Нанні | Стадіон: Авангард Глядачі: 7,000 |  |

| Матч № 3 25 липня 2004 | «Динамо» (Київ) | 3 - 0 | Волинь | Київ                                                   |  |
|                        | 14', 66'Шацьких |       |        | Стадіон: «Динамо» ім. В. Лобановського Глядачі: 13,100 |  |

| Матч № 4 2 серпня 2004 | Іллічівець     | 1 - 1 | «Динамо» (Київ) | Маріуполь                           |  |
|                        | 75 п'Закарлюка |       | 55'Белькевич    | Стадіон: Іллічівець Глядачі: 14,000 |  |

| Матч № 5 14 серпня 2004 | «Динамо» (Київ) | 1 - 0 | Таврія | Київ                                                  |  |
|                         | 27'Гіоане       |       |        | Стадіон: «Динамо» ім. В. Лобановського Глядачі: 3,000 |  |

| Матч № 6 29 серпня 2004 | «Динамо» (Київ)              | 3 - 1 | Чорноморець | Київ                                                  |  |
|                         | 1', 83'Гусев 65'Діого Рінкон |       | 30'Косирін  | Стадіон: «Динамо» ім. В. Лобановського Глядачі: 7,500 |  |

| Матч № 7 20 вересня 2004 | «Дніпро» (Дніпропетровськ) | 1 - 2      | «Динамо» (Київ) | Дніпропетровськ                 |  |
|                          | 80'Венглінський            | [Протокол] | 49', 65'Клебер  | Стадіон: Метеор Глядачі: 15,000 |  |

| Матч № 8 24 вересня 2004 | «Динамо» (Київ) | 1 - 0 | «Металург» (Донецьк) | Київ                                                  |  |
|                          | 36'Шацьких      |       |                      | Стадіон: «Динамо» ім. В. Лобановського Глядачі: 6,000 |  |

| Матч № 9 3 жовтня 2004 | «Ворскла-Нафтогаз» (Полтава) | 0 - 3 | «Динамо» (Київ)                     | Полтава                                               |  |
|                        |                              |       | 34'Гіоане 41'Клебер 66'Верпаковскіс | Стадіон: «Ворскла» ім. О. Бутовського Глядачі: 10,000 |  |

| Матч № 10 24 жовтня 2004 | «Динамо» (Київ)    | 2 - 0 | Борисфен | Київ                                                  |  |
|                          | 7'Гусін 77'Родолфо |       |          | Стадіон: «Динамо» ім. В. Лобановського Глядачі: 8,000 |  |

| Матч № 11 29 жовтня 2004 | Металург З | 0 - 2 | «Динамо» (Київ)             | Запоріжжя                        |  |
|                          |            |       | 29'Клебер 66 п'Діого Рінкон | Стадіон: Авто ЗАЗ Глядачі: 6,500 |  |

| Матч № 12 7 листопада 2004 | «Динамо» (Київ) | 1 - 1 | Арсенал (Київ) | Київ                                                  |  |
|                            | 84'Белькевич    |       | 73'Окодува     | Стадіон: «Динамо» ім. В. Лобановського Глядачі: 8,000 |  |

| Матч № 13 11 листопада 2004 | Оболонь | 0 - 7 | «Динамо» (Київ)                                                           | Київ                                                  |  |
|                             |         |       | 4', 12'Клебер 20 п', 37 п'Діого Рінкон 25'Родолфо 53'Белькевич 66'Шацьких | Стадіон: «Динамо» ім. В. Лобановського Глядачі: 2,000 |  |

| Матч № 14 28 листопада 2004 | «Динамо» (Київ)                    | 3 - 0 | «Металіст» (Харків) | Київ                                                  |  |
|                             | 28'Клебер 45'Юссуф 72'Верпаковскіс |       |                     | Стадіон: «Динамо» ім. В. Лобановського Глядачі: 8,000 |  |

| Матч № 15 4 грудня 2004 | «Кривбас» | 0 - 2 | «Динамо» (Київ)      | Кривий Ріг                          |  |
|                         |           |       | 6'Гавранчич 30'Гусев | Стадіон: «Металург» Глядачі: 12,000 |  |

| Матч № 16 1 березня 2005 | «Динамо» (Київ)            | 2 - 0 | «Кривбас» | Київ                                                  |  |
|                          | 11'Гавранчич 41'Аїла Юссуф |       |           | Стадіон: «Динамо» ім. В. Лобановського Глядачі: 1,500 |  |

| Матч № 17 6 березня 2005 | «Металіст» (Харків) | 0 - 2 | «Динамо» (Київ)      | Харків                            |  |
|                          |                     |       | 44'Гіоане 49'Шацьких | Стадіон: Металіст Глядачі: 20,000 |  |

| Матч № 18 13 березня 2005 | «Динамо» (Київ)                          | 3 - 1 | Оболонь  | Київ                                                  |  |
|                           | 80'Шацьких 81'Діого Рінкон 86'Аїла Юссуф |       | 59'Мороз | Стадіон: «Динамо» ім. В. Лобановського Глядачі: 3,500 |  |

| Матч № 19 20 березня 2005 | Арсенал (Київ) | 0 - 0 | «Динамо» (Київ) | Київ                                   |  |
|                           |                |       |                 | Стадіон: «Олімпійський» Глядачі: 3,000 |  |

| Матч № 20 3 квітня 2005 | «Динамо» (Київ) | 1 - 2 | Металург З         | Київ                                                  |  |
|                         | 58'Шацьких      |       | 30'Акопян 80'Сілюк | Стадіон: «Динамо» ім. В. Лобановського Глядачі: 2,500 |  |

| Матч № 21 10 квітня 2005 | Борисфен | 0 - 0 | «Динамо» (Київ) | Бориспіль                     |  |
|                          |          |       |                 | Стадіон: Колос Глядачі: 6,500 |  |

| Матч № 22 16 квітня 2005 | «Динамо» (Київ) | 1 - 0 | «Ворскла-Нафтогаз» (Полтава) | Київ                                                  |  |
|                          | 39'Діого Рінкон |       |                              | Стадіон: «Динамо» ім. В. Лобановського Глядачі: 3,000 |  |

| Матч № 23 25 квітня 2005 | «Металург» (Донецьк) | 1 - 2 | «Динамо» (Київ)            | Донецьк                         |  |
|                          | 7'Чечер              |       | 20'Діого Рінкон 58'Шацьких | Стадіон: Шахтар Глядачі: 12,000 |  |

| Матч № 24 30 квітня 2005 | «Динамо» (Київ)              | 2 - 0 | «Дніпро» (Дніпропетровськ) | Київ                                                  |  |
|                          | 35'Шацьких 65 п'Діого Рінкон |       |                            | Стадіон: «Динамо» ім. В. Лобановського Глядачі: 7,000 |  |

| Матч № 25 8 травня 2005 | Чорноморець | 0 - 3 | «Динамо» (Київ)                             | Одеса                                  |  |
|                         |             |       | 18'Чернат 31 п'Діого Рінкон 55'Верпаковскіс | Стадіон: «Чорноморець» Глядачі: 20,500 |  |

| Матч № 26 15 травня 2005 | Таврія | 0 - 1 | «Динамо» (Київ) | Сімферополь                        |  |
|                          |        |       | 55'Шацьких      | Стадіон: Локомотив Глядачі: 19,000 |  |

| Матч № 27 21 травня 2005 | «Динамо» (Київ)            | 2 - 0 | Іллічівець | Київ                                                  |  |
|                          | 23'Родолфо 31'Верпаковскіс |       |            | Стадіон: «Динамо» ім. В. Лобановського Глядачі: 4,500 |  |

| Матч № 28 25 травня 2005 | Волинь | 0 - 1 | «Динамо» (Київ) | Луцьк                             |  |
|                          |        |       | 33'Белькевич    | Стадіон: Авангард Глядачі: 12,800 |  |

| Матч № 29 12 червня 2005 | «Динамо» (Київ)                   | 3 - 0 | Закарпаття | Київ                                                  |  |
|                          | 23'Чернат 31'Родріго 59'Єрко Леко |       |            | Стадіон: «Динамо» ім. В. Лобановського Глядачі: 2,000 |  |

| Матч № 30 16 липня 2005 | «Шахтар» (Донецьк)          | 3 - 2 | «Динамо» (Київ)             | Донецьк                                   |  |
|                         | 45+3'Бєлик 56', 90+3'Жадсон |       | 69 п'Діого Рінкон 84'Клебер | Стадіон: РСК Олімпійський Глядачі: 25,500 |  |

## Кубок України
| 1/32 фіналу 6 серпня 2004 | Олком | 0 - 4 | «Динамо» (Київ)                   | Мелітополь                      |  |
|                           |       |       | 53'Гіоане 55', 73'Пеєв 66'Родолфо | Стадіон: Спартак Глядачі: 7,000 |  |

| 1/16 фіналу 28 серпня 2004 | Явір | 0 - 6 | «Динамо» (Київ)                                                     | Суми                              |  |
|                            |      |       | 5'Гіоане 12', 21 п', 27'Діого Рінкон 49'Роберто Нанні 191'Огненович | Стадіон: Ювілейний Глядачі: 8,500 |  |

| 1/8 фіналу 11 вересня 2004 | «Карпати» (Львів) | 0 - 1 | «Динамо» (Київ) | Львів                           |  |
|                            |                   |       | 59'Діого Рінкон | Стадіон: Україна Глядачі: 9,000 |  |

| 1/4 фіналу 16 жовтня 2004 | Волинь    | 1 - 2 | «Динамо» (Київ)       | Луцьк                             |  |
|                           | 87'Крунич |       | 43', 46' Верпаковскіс | Стадіон: Авангард Глядачі: 11,250 |  |

| 1/4 фіналу 19 листопада 2004 | «Динамо» (Київ)                           | 4 - 0 | Волинь | Київ                                                  |  |
|                              | 4'Діого Рінкон 39'Клебер 48', 69'Бідненко |       |        | Стадіон: «Динамо» ім. В. Лобановського Глядачі: 5,500 |  |

| 1/2 фіналу 21 квітня 2005 | «Кривбас» | 1 - 1 | «Динамо» (Київ) | Кривий Ріг                          |  |
|                           | 8'Кабанов |       | 22'Мілевський   | Стадіон: «Металург» Глядачі: 22,500 |  |

| 1/2 фіналу 4 травня 2005 | «Динамо» (Київ)             | 2 - 0 | «Кривбас» | Київ                                                  |  |
|                          | 4'Верпаковскіс 86 п'Родріго |       |           | Стадіон: «Динамо» ім. В. Лобановського Глядачі: 4,700 |  |

| фінал 29 травня 2005 | «Шахтар» (Донецьк) | 0 - 1 | «Динамо» (Київ) | Київ                                    |  |
|                      |                    |       | 11'Діого Рінкон | Стадіон: «Олімпійський» Глядачі: 68,000 |  |

## Ліга Чемпіонів
| 3 кваліфай-раунд 10 серпня 2004 | «Динамо» (Київ) | 1 - 2 | Трабзонспор            | Київ                                   |  |
|                                 | 21'Верпаковскіс |       | 34'Караденіз 65'Яттара | Стадіон: «Динамо» ім. В. Лобановського |  |

| 3 кваліфай-раунд 24 серпня 2004 | Трабзонспор | 0 - 2 | «Динамо» (Київ)             | Трабзон                   |  |
|                                 |             |       | 6'Гавранчич 28'Діого Рінкон | Стадіон: Хюсеїн Авні Акер |  |

### Груповий раунд
| Матч № 1 15 вересня 2004 | Рома | 0 — 3 Перервано | «Динамо» (Київ) | Рим                      |  |
|                          |      |                 | 29' Гавранчич   | Стадіон: Стадіо Олімпіко |  |

| Матч № 2 28 вересня 2004 | «Динамо» (Київ)                     | 4 — 2 | Баєр 04                | Київ                                   |  |
|                          | 30', 69'Діого Рінкон 74', 90'Чернат |       | 58'Воронін 69'Новотний | Стадіон: «Динамо» ім. В. Лобановського |  |

| Матч № 3 19 жовтня 2004 | Реал Мадрид | 1 — 0 | «Динамо» (Київ) | Мадрид                     |  |
|                         | 35'Оуен     |       |                 | Стадіон: Сантьяго Бернабеу |  |

| Матч № 4 3 листопада 2004 | «Динамо» (Київ)          | 2 — 2 | Реал Мадрид        | Київ                                   |  |
|                           | 13'Юссуф 23'Верпаковскіс |       | 38'Рауль 44 п'Фігу | Стадіон: «Динамо» ім. В. Лобановського |  |

| Матч № 5 23 листопада 2004 | «Динамо» (Київ)        | 2 — 0 | Рома | Київ                                   |  |
|                            | 73 а'Деллас 82'Шацьких |       |      | Стадіон: «Динамо» ім. В. Лобановського |  |

| Матч № 6 8 грудня 2004 | Баєр 04                     | 3 — 0 | «Динамо» (Київ) | Леверкузен        |  |
|                        | 51'Жуан 77'Воронін 86'Бабич |       |                 | Стадіон: БайАрена |  |

## Кубок УЕФА
| 1/16 фіналу 17 лютого 2005 | «Динамо» (Київ) | 0 - 0 | Вільярреал | Київ                                   |  |
|                            |                 |       |            | Стадіон: «Динамо» ім. В. Лобановського |  |

| 1/16 фіналу 24 лютого 2005 | Вільярреал            | 2 - 0 | «Динамо» (Київ) | Віла-Реал              |  |
|                            | 20'Фігероа 31'Касорла |       |                 | Стадіон: Ель Мадригаль |  |